# هجوم البلطيق
هجوم البلطيق (بالروسية: Прибалтийская операция؛ بالألمانية: Baltische Operation - عملية البلطيق) ويُعرف أيضا باسم هجوم البلطيق الإستراتيجي ويُشير هذا الهجوم للحملة العسكرية بين مجموعة الجيوش الشمالية الألمانية وقوات الجيش الأحمر المكونة للجبهات السوفيتية الشمالية وتحديدا جبهة لينينغراد وجبهة البلطيق الأولى وجبهة البلطيق الثانية وجبهة البلطيق الثالثة علاوة على أسطول البلطيق التابع للقوات البحرية السوفيتية بحيث شمل هذا الهجوم دول البلطيق خلال خريف 1944 وانتهت صلصلة معارك هذا الهجوم إلى تطويق مجموعة الجيوش الشمالية داخل جيب كورلاند وإعادة احتلال دول البلطيق من قِبل الاتحاد السوفيتي.

## خلفية
في عام 1944، ضُغط على الفيرماخت على طول خط المواجهة بالكامل في الشرق للانسحاب. في فبراير 1944، تراجعت قوات الفيرماخت عن الطرق المؤدية إلى لينينغراد إلى القسم المُعد من خط بانثر على حدود إستونيا. في شهري يونيو ويوليو، أعيد مركز مجموعة الجيش من بيلاروس السوفياتية إلى بولندا من خلال عملية باغراتيون. خلقت هذه الإعادة فرصةً للجيش الأحمر للهجوم باتجاه بحر البلطيق، وبالتالي قطع الاتصال البري بين مجموعات الجيش الألماني.
بحلول 5 يوليو، بدأ هجوم شياولي، كمتابعة لعملية باغراتيون. هاجمت جيوش الحرس السوفيتي 43 و51 و2 باتجاه ريغا على ساحل بحر البلطيق مع الفيلق الميكانيكي للحرس الثالث في طليعة الجيش. بحلول 31 يوليو، وصلوا إلى الساحل على خليج ريغا؛ وغطى جيش الحرس السادس ريغا والجناح الممتد للتوغل باتجاه الشمال.
كان رد الفعل الألماني سريعًا وناجحًا في البداية. إذ أطلقوا هجومًا مضادًا، سُمي عملية دوبلكوف، في 16 أغسطس من قبل فيالق البانزر الأربعين والتاسع والثلاثين تحت قيادة الجيش الثالث بانزر، مركز مجموعة الجيش. وبالتنسيق مع التشكيلات المدرعة من مجموعة الجيش الشمالية، قطعوا في البداية الطريق على القوات السوفيتية على الساحل، وأعادوا إنشاء ممر غير ثابت بعرض 30 كيلومترًا يربط بين مجموعات الجيش والشمال. كان الهدف الرئيسي للهجوم استعادة تقاطع الطريق الرئيسي في شياولياي (بالألمانية: Schaulen)، لكن الدبابات الألمانية وقفت وجهاً لوجه في دفاع متعمق على جبهة البلطيق الأولى، وبحلول 20 أغسطس توقف التقدم الألماني مع خسائر فادحة. أطلق على الهجوم اللاحق اسم عملية القيصر، والذي أطلق في 16 سبتمبر، والذي فشل بنفس الطريقة. بعد فترة وجيزة من الراحة، أصدرت ستافكا أوامر لهجوم البلطيق الاستراتيجي، والذي استمر من 14 سبتمبر إلى 24 نوفمبر.

## المعارك
على غرار الهجمات الإستراتيجية السوفيتية الأخرى، يغطي هجوم البلطيق عددًا من العمليات على مستوى المعارك والعمليات الهجومية الفردية للجبهة:
- نُفذ هجوم ريغا (14 سبتمبر- 24 أكتوبر 1944) من قبل جبهتي البلطيق الثالثة والثانية وتطهير الساحل الشرقي لخليج ريغا.
- نفذت جبهة لينينغراد هجوم تالين (17-26 سبتمبر 1944) لطرد القوات الألمانية من البر الرئيسي لإستونيا.
- كانت عملية إنزال مونسوند (27 سبتمبر - 24 نوفمبر 1944) عملية إنزال برمائي على الجزر الإستونية هييوما وساريما وموهو، والتي تمنع الوصول إلى خليج ريغا. وفقًا للبيانات السوفيتية، فقدت ألمانيا سبعة آلاف قتيل وأسِر 700 آخرين.[7]
- كان هجوم ميميل (5-22 أكتوبر 1944) هجومًا شنته جبهة البلطيق الأولى بهدف قطع الاتصال بين مركز مجموعات الجيش الألماني والشمال.

من المنظور الدفاعي الألماني، شملت الفترة العمليات التالية:
- عملية القيصر، التي هدفت إلى إعادة الاتصال بين مركز مجموعات الجيش والشمال 16-21 سبتمبر 1944.
- هدفت عملية أستر إلى إخلاء مجموعة جيش الشمال من البر الرئيسي لإستونيا في 17-26 سبتمبر 1944.
- حصار ميميل في 5-27 أكتوبر 1944.
- تشكيل جيب كورلاند 15-22 أكتوبر 1944.